# Igaporã
Igaporã är en kommun i Brasilien.   Den ligger i delstaten Bahia, i den östra delen av landet, 600 km öster om huvudstaden Brasília. Antalet invånare är 15 194.
Omgivningarna runt Igaporã är huvudsakligen savann. Runt Igaporã är det glesbefolkat, med 18 invånare per kvadratkilometer.